# Cortelazor
Cortelazor is een gemeente in de Spaanse provincie Huelva in de regio Andalusië met een oppervlakte van 40,00 km². Cortelazor telt 302 inwoners (1 januari 2016).

## Demografische ontwikkeling
Bron: INE, 1857-2011: volkstellingen